# Ramita Navai

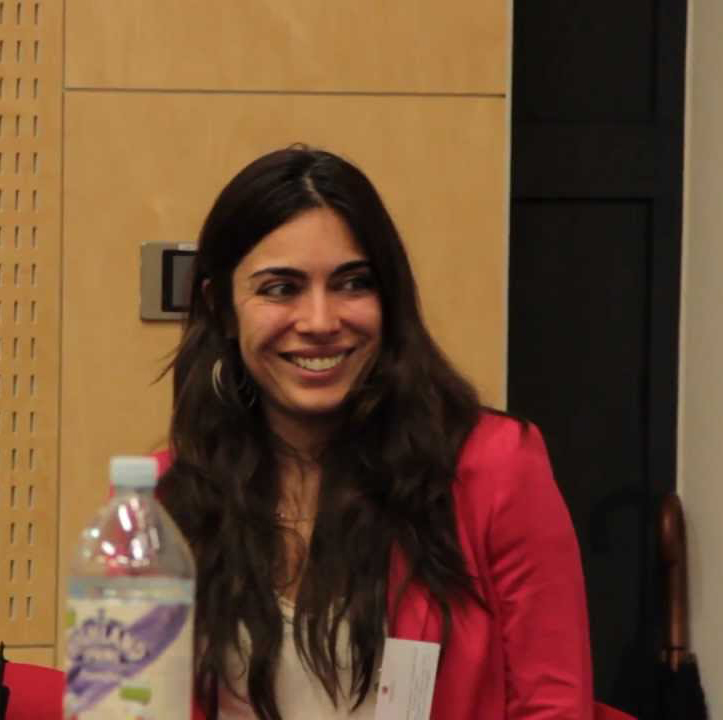
Ramita Navai (2012)

Ramita Navai (geboren 21. Juli 1973 in Teheran, Iran) ist eine britische Journalistin iranischer Herkunft.    

## Leben
Ramita Navais Familie emigrierte während der Islamischen Revolution 1979 nach Großbritannien. Sie wuchs zweisprachig und mit zwei Kulturen in London auf. 
Navai besuchte von 1984 bis 1991 die Putney High School. Sie studierte moderne Sprachen an der University of Westminster und absolvierte 2003 ein Postgraduatestudium in Rundfunkjournalismus an der City University London. 
Im Jahr 2003 kehrte sie als Korrespondentin der Times erstmals nach Teheran zurück, wo sie bis 2006 blieb. Seither arbeitet sie in London als freie Journalistin für die britische Qualitätspresse und als Reporterin. Sie produzierte unter anderem in Mazedonien, Indien und Brasilien zwanzig Dokumentarfilme für die Reihe Unreported World bei Channel 4. Für eine Undercover Reportage aus dem Bürgerkrieg in Syrien im Jahr 2011, die bei Public Broadcasting Service (PBS) Frontline report gesendet wurde, erhielt sie im Jahr 2012 einen Emmy Award. 
Ihr 2014 erschienenes Buch City of Lies basiert auf acht Interviews mit jungen Teheranern, die sie zu einer anonymisierten Dokufiktion umgearbeitet hat, um die Auskunftgeber zu schützen. Dem Buch stellte sie einen Aphorismus des volkstümlichen persischen Dichters Saadi voran:
Besser ist die wohlgemeinte Lüge, als dass Wahrheit böse Wunden schlüge.

## Schriften / Reportagen (Auswahl)
- City of Lies: Love, Sex, Death and the Search for Truth in Tehran. London : Weidenfeld & Nicolson, London 2014.
  - Stadt der Lügen. Liebe, Sex und Tod in Teheran. Übersetzung Yamin von Rauch. Kein & Aber, Zürich 2016, ISBN 978-3-0369-5750-0.

Übersetzungen auch französisch, italienisch, polnisch, niederländisch